# هاري جونز (لاعب كرة قدم أمريكية)
هاري جونز (بالإنجليزية: Harry Jones) هو لاعب كرة قدم أمريكية أمريكي، ولد في 25 يوليو 1945 في هنغتينغتون في الولايات المتحدة، وتوفي في 11 ديسمبر 2016 في Springfield, Arkansas ‏ في الولايات المتحدة.

## وصلات خارجية
- هاري جونز على موقع مرجع كرة القدم المحترفة.كوم (الإنجليزية)